# 前橋市立上川淵小学校
前橋市立上川淵小学校（まえばししりつ かみかわふちしょうがっこう）は、群馬県前橋市にある公立小学校である。創立は明治7年4月1日。

## 所在地
群馬県前橋市朝倉町466番地

## 沿革
- 明治7年1月 - 春日学校として開設
- 明治17年 - 群馬県第二学区東群馬第二小学校となる
- 明治23年4月 - 上川淵尋常小学校となる
- 明治25年10月 - 上川淵村立第二尋常小学校となる
- 明治34年5月 - 上川淵尋常小学校と改称
- 明治35年5月 - 上川淵尋常高等小学校となる
- 昭和29年4月1日 - 前橋市との合併により前橋市立上川淵小学校となる

## 学校区
設立当初の学区は六供、市之坪、上佐鳥、橳島、朝倉、後閑、下佐鳥、宮地、紅雲分、宗甫分、前代田、天川原の12大字であったが、その後の学区再編や町村合併による町名変更により、現在の学区は下記の6町となっている。
- 上佐鳥町[1]
- 下佐鳥町
- 橳島町
- 朝倉町
- 後閑町の一部
- 宮地町